# Владислав Аммосов
Владислав Аммосов — колишній російський офіцер ГРУ, який бере участь в Російсько-українській війні на боці України.

## Біографія
Учасник Першої і Другої чеченських війн. Після анексії Криму та подальшої війни на Донбасі Аммосов вирішив піти з російської армії. В одному з інтерв'ю він сказав: «Я вийшов в запас ще до 2014 року, коли остаточно стало зрозуміло, що у нас з цією державою різні шляхи. Захоплення Криму і агресія на Донбасі виглядали як агонія. Вже було зрозуміло, що імперія розпадається і скоро загине. Адже порушення Росією міжнародних угод означало, що ніхто не буде їх виконувати, коли це стосується Росії. Що заважає моїй республіці провести референдум і відділитись від Росії? Ймовірно, у майбутньому Якутії доведеться виживати самостійно».
24 лютого 2022 року, коли розпочалось повномасштабне російське вторгнення в Україну, Аммосов побачив у цьому можливість для Сибіру отримати незалежність від Росії і вирішив воювати на боці України. Після перевірки він став командиром новоствореного батальйону «Сибір».

## Погляди
Аммосов прагне розпаду Російської Федерації та створення незалежної Якутії.